# Bunde
Bunde település Németországban, azon belül Alsó-Szászország tartományban. Lakosainak száma 7664 fő (2023. december 31.). Bunde Oldambt, Bellingwedde, Rhede (Ems), Weener és Jemgum községekkel határos.

## Népesség
A település népességének változása:
| Lakosok száma | 7509 | 7656 | 7692 | 7662 | 7731 | 7760 | 7664 |
|               | 2014 | 2016 | 2017 | 2019 | 2021 | 2022 | 2023 |